# Бруні (Техас)
Бруні (англ. Bruni) — переписна місцевість (CDP) в США, в окрузі Вебб штату Техас. Населення — 251 особа (2020).

## Географія
Бруні розташоване за координатами 27°25′41″ пн. ш. 98°49′56″ зх. д. / 27.42806° пн. ш. 98.83222° зх. д. (27.428163, -98.832213).  За даними Бюро перепису населення США в 2010 році переписна місцевість мала площу 3,40 км², уся площа — суходіл.

## Демографія
Згідно з переписом 2010 року, у переписній місцевості мешкало 379 осіб у 134 домогосподарствах у складі 101 родини. Густота населення становила 111 осіб/км².  Було 174 помешкання (51/км²).
Расовий склад населення:
| - 83,4 % — білих - 0,3 % — корінних американців - 15,0 % — осіб інших рас |

До двох чи більше рас належало 1,3 %. Частка іспаномовних становила 89,4 % від усіх жителів.
За віковим діапазоном населення розподілялося таким чином: 27,4 % — особи молодші 18 років, 57,0 % — особи у віці 18—64 років, 15,6 % — особи у віці 65 років та старші. Медіана віку мешканця становила 40,3 року. На 100 осіб жіночої статі у переписній місцевості припадало 93,4 чоловіків;  на 100 жінок у віці від 18 років та старших — 99,3 чоловіків також старших 18 років.
Середній дохід на одне домашнє господарство  становив 62 763 долари США (медіана — 49 911), а середній дохід на одну сім'ю — 61 040 доларів (медіана — 46 250). Медіана доходів становила 61 500 доларів для чоловіків та 29 821 долар для жінок. За межею бідності перебувало 16,9 % осіб, у тому числі 50,0 % дітей у віці до 18 років та 0,0 % осіб у віці 65 років та старших.
Цивільне працевлаштоване населення становило 99 осіб. Основні галузі зайнятості: освіта, охорона здоров'я та соціальна допомога — 32,3 %, транспорт — 26,3 %, публічна адміністрація — 20,2 %.